# Lorenzo Cozza
Lorenzo Cozza OFM (ur. 31 marza 1654 w San Lorenzo alle Grotte, zm. 19 stycznia 1729 w Rzymie) − włoski franciszkanin, Kustosz Ziemi Świętej w latach 1710–1715, generał Zakonu Braci Mniejszych w latach 1723–1726, kardynał.

## Życiorys
Urodzony w rodzinie szlacheckiej, wstąpił do franciszkanów prowincji rzymskiej. Został Kustoszem Ziemi Świętej w 1710. Na tym urzędzie wykazał się talentem dyplomatycznym i doprowadził do wznowienia relacji dyplomatycznych zachodu ze światem islamskim. Dzięki protekcji Innocentego XIII i wbrew naciskom króla hiszpańskiego wybrany generałem zakonu na kapitule w Rzymie w 1723. Dążył do zniesienia nadużyć w zakonie, zwłaszcza odnośnie do tarć istniejących pomiędzy frakcjami narodowymi, choć bezskutecznie. Mianowany kardynałem przez Benedykta XIII w 1726, który pragnął, aby nadal kierował zakonem. Cozza zrezygnował z urzędu generała i wkrótce zmarł. Pochowany w bazylice św. Bartłomieja na Wyspie Tyberyjskiej w Rzymie.

## Dzieła
- Commentarii Historico-Dogmatici in librum Augustini de Haeresibus, Rzym 1707 (dwa tomy)
- l’Historia polemica de Graecorum schismate ex ecclesiasticis monumentis concinnata, Rzym 1719–1720 (cztery tomy)
- Terra Sancta vindicata a calumniis Jacobi de Lecluse, Civis cujusdam Augustani, per Rm. P. Laurentium a S. Laurentio (drukiem ukazało się tłumaczenie niemieckie w 1729)
- Viaggio in Gerusalemme et in Palestina (rękopis)